# Bryne (stacja kolejowa)
Bryne – stacja kolejowa w Bryne, w regionie Rogaland w Norwegii, jest oddalona od Stavanger o 29,58 km a od Oslo Sentralstasjon o 569,30 km. Leży na poziomie 30,4 m n.p.m.

## Ruch pasażerski
Należy do linii Sørlandsbanen. Jest elementem Jærbanen - kolei aglomeracyjnej w Stavanger i obsługuje lokalny ruch między Stavanger, Nærbø i Egersund. Pociągi odjeżdżają co pół godziny do Nærbø i co godzinę do Egersund. 

## Obsługa pasażerów
Poczekalnia, telefon publiczny, parking na 100 miejsc, parking rowerowy, kiosk, skrytki bagażowe, kasa biletowa, przystanek autobusowy, postój taksówek.